# Hán Sở kiêu hùng
Hán Sở kiêu hùng (tên tiếng Trung: 楚漢驕雄; tiếng Anh: The Conqueror's Story) là một bộ phim truyền hình Hồng Kông dựa trên các sự kiện trong Chiến tranh Hán – Sở có liên quan tới sự sụp đổ của Nhà Tần và thành lập Nhà Hán trong lịch sử Trung Quốc. Phim được phát sóng lần đầu tiên vào năm 2004 trên TVB Jade tại Hồng Kông.

## Nội dung phim
Cốt truyện diễn ra xuyên suốt và liên kết, với mỗi tập phim kể về một sự kiện trong Chiến tranh Hán – Sở. Một diễn viên sẽ giải thích bối cảnh của câu chuyện trong phần mở đầu của mỗi tập.

## Danh sách tập phim
Đầu mỗi tập phim là một cảnh phụ cung cấp lời giải thích cho điển tích chính trong tập phim đó, nhiều điển tích trong số đó đã được lưu danh trong sử sách hoặc đã trở thành thành ngữ thường được sử dụng trong xã hội Trung Quốc hiện đại.
| #  | Tựa đề Việt                               | Tựa gốc           | Người dẫn       |
| -- | ----------------------------------------- | ----------------- | --------------- |
| 1  | Nổi dậy                                   | 揭竿起義          | Tưởng Chí Quang |
| 2  | Giếng phố                                 | 市井之徒          | Ngô Mỹ Hành     |
| 3  | Trảm bạch xà khởi nghĩa                   | 斬白蛇起義        | La Lạc Lâm      |
| 4  | Đánh giá về Tần Thủy Hoàng                | 秦始皇功過        | Trịnh Tử Thành  |
| 5  | Nhị Thế Tổ                                | 二世祖            | Lâm Vỹ Thần     |
| 6  | Ngu mỹ nhân                               | 虞美人            | Cerina da Graca |
| 7  | Khổ hạ chi nhục                           | 胯下之辱          | Tưởng Chí Quang |
| 8  | Lịch Dị Cơ                                | 酈食其            | La Lạc Lâm      |
| 9  | Kế sách của Trương Lương                  | 張良計            | Lâm Vỹ Thần     |
| 10 | Sở Hoài Vương                             | 楚懷王            | Trịnh Tử Thành  |
| 11 | Quán quân                                 | 卿子冠軍          | Ngô Mỹ Hành     |
| 12 | Đập niêu đắm thuyền                       | 破釜沉舟          | Trịnh Thiếu Thu |
| 13 | Chỉ nai nói ngựa                          | 指鹿爲馬          | Lỗ Chấn Thuận   |
| 14 | Hiến pháp tam chương                      | 約法三章          | Tưởng Chí Quang |
| 15 | Hồng Môn yến                              | 鴻門夜宴          | Ngải Uy         |
| 16 | Vượn đội mão người                        | 沐猴而冠          | Lê Diệu Tường   |
| 17 | Bỏ cũ, tạo mới                            | 推陳出新          | Mạch Gia Luân   |
| 18 | Tiêu Hà đuổi theo Hàn Tín dưới trăng      | 蕭何月下追韓信    | Thiệu Phó Dũng  |
| 19 | Ngoài sửa đường núi, trong đi Trần Thương | 明修棧道 暗渡陳倉 | Trịnh Thiếu Thu |
| 20 | Kế phản gián                              | 反間計            | Lỗ Chấn Thuận   |
| 21 | Hàn Tín dẫn binh, càng nhiều càng tốt     | 韓信點兵 多多益善 | Lâm Vỹ Thần     |
| 22 | Trận chiến sông Tuy Thủy                  | 睢水之戰          | Ngải Uy         |
| 23 | Áo gấm dạ hành                            | 錦衣夜行          | Lê Diệu Tường   |
| 24 | Phương pháp tử hình thởi cổ đại           | 古代極刑          | Cerina da Graca |
| 25 | Giả Tề Vương                              | 假齊王            | Thiệu Phó Dũng  |
| 26 | Phân ngã bôi canh                         | 分我杯羹          | Ngô Mỹ Hành     |
| 27 | Một đường Hồng Câu                        | 出爾反爾          | Trịnh Tử Thành  |
| 28 | Xuất nhĩ phản nhĩ                         | 鴻溝              | La Lạc Lâm      |
| 29 | Tứ diện Sở ca                             | 四面楚歌          | Mạch Gia Luân   |
| 30 | Không còn mặt mũi gặp phụ lão Giang Đông  | 無面目見江東父老  | Trịnh Thiếu Thu |

## Diễn viên
Lưu ý: Tên một số nhân vật chưa được dịch sang tiếng Việt.
- Trịnh Thiếu Thu trong vai Lưu Bang
- Giang Hoa trong vai Hạng Vũ
- Trương Khả Di trong vai Lã Trĩ
- Ngô Mỹ Hành trong vai Ngu Cơ
- La Lạc Lâm trong vai Phạm Tăng
- Huỳnh Trạch Phong trong vai Hạng Trang
- Vương Tuấn Đường trong vai Anh Bố
- Giang Hán trong vai Hạng Lương
- Trần Hồng Liệt trong vai Hạng Bá
- Đào Đại Vũ trong vai Long Thư
- Mạch Gia Luân trong vai Chung Ly Muội
- Thiệu Trác Nghiêu trong vai
- Lê Diệu Tường trong vai Hàn Tín
- Tưởng Chí Quang trong vai Trương Lương
- Ngải Uy trong vai Phàn Khoái
- Lâm Vỹ Thần trong vai Trần Bình
- Trần Vinh Tuấn trong vai Hạ Hầu Anh
- Lỗ Chấn Thuận trong vai Tiêu Hà
- Thiệu Phó Dũng trong vai Tào Tham
- Dư Tử Minh trong vai Lịch Dị Cơ
- Cerina da Graca trong vai Thích phu nhân
- Diêu Nhạc Di trong vai Hương Cơ
- Thang Doanh Doanh trong vai Bạc phu nhân
- Chan Kwan trong vai Hán Huệ Đế
- Kwok Chuk-wah trong vai Kỷ Tín
- Tôn Quý Khanh trong vai cha Lưu Bang (Lưu thái công)
- Liêu Lệ Lệ trong vai mẹ Lưu Bang
- Ngao Gia Niên trong vai Sở Nghĩa Đế
- Vương Thanh trong vai Tống Nghĩa
- Lưu Giang trong vai Lui Man
- Vương Mẫn Hoàng trong vai Tần Thủy Hoàng
- Law Kwan-chor trong vai Triệu Cao
- Vương Mẫn Đức trong vai Tần Nhị Thế
- Vương Mẫn Đức trong vai Tần Tử Anh
- Cheung Tat-lun trong vai Lã Bất Vi
- Ho Yin-chung trong vai Phù Tô
- Doi Chi-wai trong vai Chương Bình
- Choi Kok-hing trong vai Chương Hàm
- Kwan Ching trong vai Đổng Ế
- Hoa Trung Nam trong vai Tư Mã Hân
- Chiu Man-tung trong vai Trần Thắng
- Từ Vinh trong vai Ngô Quảng
- Lý Hồng Kiệt trong vai Nguỵ Báo
- Hoàng Văn Tiêu trong vai Bành Việt
- Trịnh Phiên Sinh trong vai Cheung Yee
- Lý Hải Sanh trong vai Chan Yu
- Tang Yu-chiu trong vai Tang Đồ
- Cheung Hon-ban trong vai Ng Jui
- Quách Đức Tín trong vai Hàn vương Tín
- Joe Junior trong vai Gak-lung
- Diêu Doanh Doanh trong vai Yan Cheung
- Ngan Lai-jui trong vai Lỗ Nguyên Công chúa
- Trịnh Tử Thành trong vai Ung Xỉ